# Hollis (New Hampshire)
Pour les articles homonymes, voir Hollis.
Hollis est une municipalité américaine située dans le comté de Hillsborough au New Hampshire. Selon le recensement de 2010, sa population est de 7 684 habitants.

## Géographie
La municipalité s'étend sur 32,32 milles carrés (83,71 km2), dont 0,56 milles carrés (1,45 km2) d'étendues d'eau.

## Histoire
D'abord appelée West Dunstable et Nittisset, la localité devient une municipalité en 1746. Elle est nommée en l'honneur de la famille Holles et du duc de Newcastle Thomas Pelham-Holles. Le changement de nom vers Hollis serait dû à Thomas Hollis (en), un bienfaiteur de l'université Harvard,.

## Démographie
La population de Hollis est estimée à 7 817 habitants au 1er juillet 2016.
Le revenu par habitant était en moyenne de 56 726 dollars par an entre 2012 et 2016, largement au-dessus de la moyenne du New Hampshire (35 264 dollars) et de la moyenne nationale (29 829 dollars). Sur cette même période, 1,8 % des habitants de Hollis vivaient sous le seuil de pauvreté (contre 7,3 % dans l'État et 12,7 % à l'échelle des États-Unis).